# Siovata pulcherrimella
Siovata pulcherrimella is een vlinder uit de familie van de Lecithoceridae. De wetenschappelijke naam van de soort is voor het eerst geldig gepubliceerd in 1866 door Walker.